# Roger Mikko
Roger Mikko, född 7 september 1957, är en svensk före detta professionell ishockeyspelare. Han har gjort totalt 42 mål och 22 assist, under 111 spelade grundseriematcher i Elitserien.
Säsongen 1983–1984 var han med ock spelade upp Luleå HF till Elitserien. Den 4 oktober 1984 noterades han för en assistpoäng, då Luleå HF på hemmais besegrade Skellefteå AIK med 4–1 och därmed tog sina första poäng i Elitserien.